# Hornepayne
Hornepayne ist ein Ort mit 980 Einwohnern (Stand: 2016) in der kanadischen Provinz Ontario. Das Township liegt im Algoma District.

## Geschichte
Wie bei fast allen Orten Kanadas, so speist sich auch die Geschichte Hornepaynes aus zwei Quellen, der der First Nations und der der Zuwanderer, zunächst der Europäer.
Drei Cree-Familien zogen nach 1900 an den Nagagamisis Lake. Sie kamen von Fort Albany an der Hudson Bay. Als ihr Häuptling galt George Taylor, die beiden anderen Familienoberhäupter waren B. Taylor und Shaganash. Sie hatten die James Bay, die riesige südliche Ausbuchtung der Hudson Bay verlassen und waren mit Kanus den Albany und Shekak River hinaufgerudert, um ihr Überleben zu sichern, was ihnen an der James Bay unmöglich erschien. Die Hudson’s Bay Company betrieb an den Engen des Nagagamisis Lake einen Pelzhandelsposten. Chief George Taylor und seine Frau Anne führten diesen Handelsposten. 
Der zweite Entwicklungszweig in der Region, die Zuwanderung, hängt mit dem Eisenbahnbau zusammen. 1877 begann ein Landvermesser namens Gamsby mit Untersuchungen, um eine Trasse für die Canadian Pacific Railway abzustecken. Diese Strecke wurde dort als Gamsby Trail Line bekannt. Die Mackenzie Mann and Company erwarb diese Vermessungsstrecke und so entstand nach Landvermessungen durch Wickstead zwischen 1900 und 1910 die Northern Ontario Railway Line, eine Strecke, an der die Township of Wicksteed entstand. Etwa 1911–1912 begann der Bau von West und Ost gleichzeitig und die Strecken trafen 19195 westlich von Hillsport (Meile 45,5) aufeinander.
Warum die Station Fitzback genau dort errichtet wurde, wo heute Hornepayne steht, ist unklar. Am 15. Oktober 1915 erreichte der erste Zug den Bahnhof. Der Jackfish River diente als einzige Wasserquelle.
Der Handelsposten der Cree lag nun zu weit abseits, und der Laden der Hudson Bay in Fitzback machte ihm starke Konkurrenz. Daher zogen die Cree in die Nähe des Ortes, wo ein Teil von ihnen noch heute lebt. Sie bilden die Hornepayne First Nation, ihr Chief ist Ron B Kocsis. Sie sind im Stammesrat der Matawa First Nations vertreten, jedoch staatlich nicht anerkannt.
John G. Leggat führte ab 1914 den Laden, der Postamt, Handelsposten und Versammlungsraum der kleinen Gemeinde zugleich war. Leggat erhielt jährlich hundert Dollar und unternahm dafür wöchentlich eine 130 km lange Reise nach Oba, um die Post abzuholen. Im Mai 1915 kamen Frau und Tochter nach. Leggat war der erste Schatzmeister des Ortes, organisierte die erste Schule, war Friedensrichter, doch brannte ihm zweimal der Laden ab. Zusammen mit seinen Brüdern Leo und Chris baute er ihn an neuer Stelle wieder auf.
Der 1915 unter dem Namen Fitzback gegründete Ort entstand also mit der Canadian Northern Railway, einer der transkontinentalen Eisenbahnen, die hier einen Abschnitt baute. 1920 wurde er in Hornepayne umbenannt, nach dem britischen Finanzier Robert Montgomery Horne-Payne. Er lenkte von 1894 bis 1928 500 Millionen Pfund an Kapital über die British Empire Trust Co nach Kanada, vor allem nach Ontario. Er war von 1901 bis 1918, als die kanadische Regierung das Unternehmen übernahm, Direktor der Canadian Northern Railway in London. Daneben war er von 1897 bis 1928 Chairman der BC Electric Railway.
Bald wurden die Canadian Northern Ontario Railways Teil der Canadian National, die  1919 entstand. Zu den anfänglich vier Häusern der Siedlung, die nur durch Pfade verbunden waren, kamen zwischen Herbst 1918 und Ende 1921 mehrere Bahngebäude und Hütten für die Angestellten.
Inkorporiert wurde die municipality 1927 als Wicksteed Township, benannt nach dem geographischen Township, in dem der Ort liegt. Diese Art von Township ist in Ontario vor allem im Norden vertreten und ist von den politischen Townships zu unterscheiden. Erster Bürgermeister (reeve, wie sie in Ontarios Landgebieten genannt werden, nicht mayor) war J. McLeod. Erst seit 1986 heißt der Ort wieder Hornepayne.

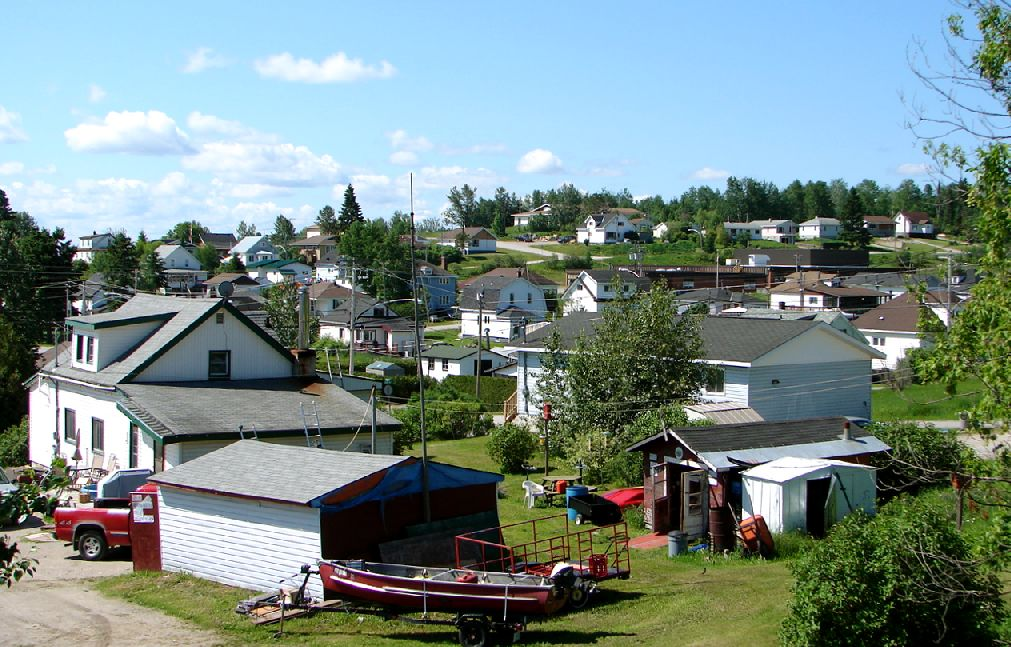
Blick über Hornepayne

1967 entstand die Hornepayne Public Library, die sich zunächst im Municipal Building befand, wo heute die Ratsversammlung tagt. 1982 zog sie ins Northstar Centre in 200 Front Street um. Sie bietet neben besonderen Diensten für Senioren und Kinder bzw. Jugendliche First Nation Community services an. Erster Leiter war John Moylan (1967–1975), seither leitet Lynda Kahara das Haus. 
1982 entstand ein Geschäfts- und Verwaltungszentrum. 1988 schlossen sich die Orte im Umkreis von Hearst, Mattice-Val Côté, Constance Lake First Nation und Hornepayne zu einer Wirtschaftsentwicklungsgemeinschaft zusammen, der Nord-Aski Region. Der Name setzt sich aus dem französischen Wort für ‚Norden‘ und dem Cree-Wort für ‚Land‘ zusammen. Ihr Schwerpunkt liegt auf der Holzindustrie.

## Bevölkerung
Der Ort ist überwiegend von Anglokanadiern geprägt, die über 78 % der Muttersprachler stellen. Eine starke Minderheit bilden die Frankokanadier, die 16,3 % ausmachen. Weitere 5,4 % der Bevölkerung gebrauchen andere Muttersprachen. Den Frankophonen steht in Hearst ein Campus des 1995 gegründeten Collège Boréal zur Verfügung.
Die Bevölkerung ist stark rückläufig. So hatte Hornepayne 1991 noch 1.610 Einwohner, 1996 bereits 130 weniger. Fünf Jahre später hatte der Ort weitere 118 Einwohner verloren, bis 2006 abermals 153. 2011 betrug die Einwohnerzahl 1050.

## Wirtschaft

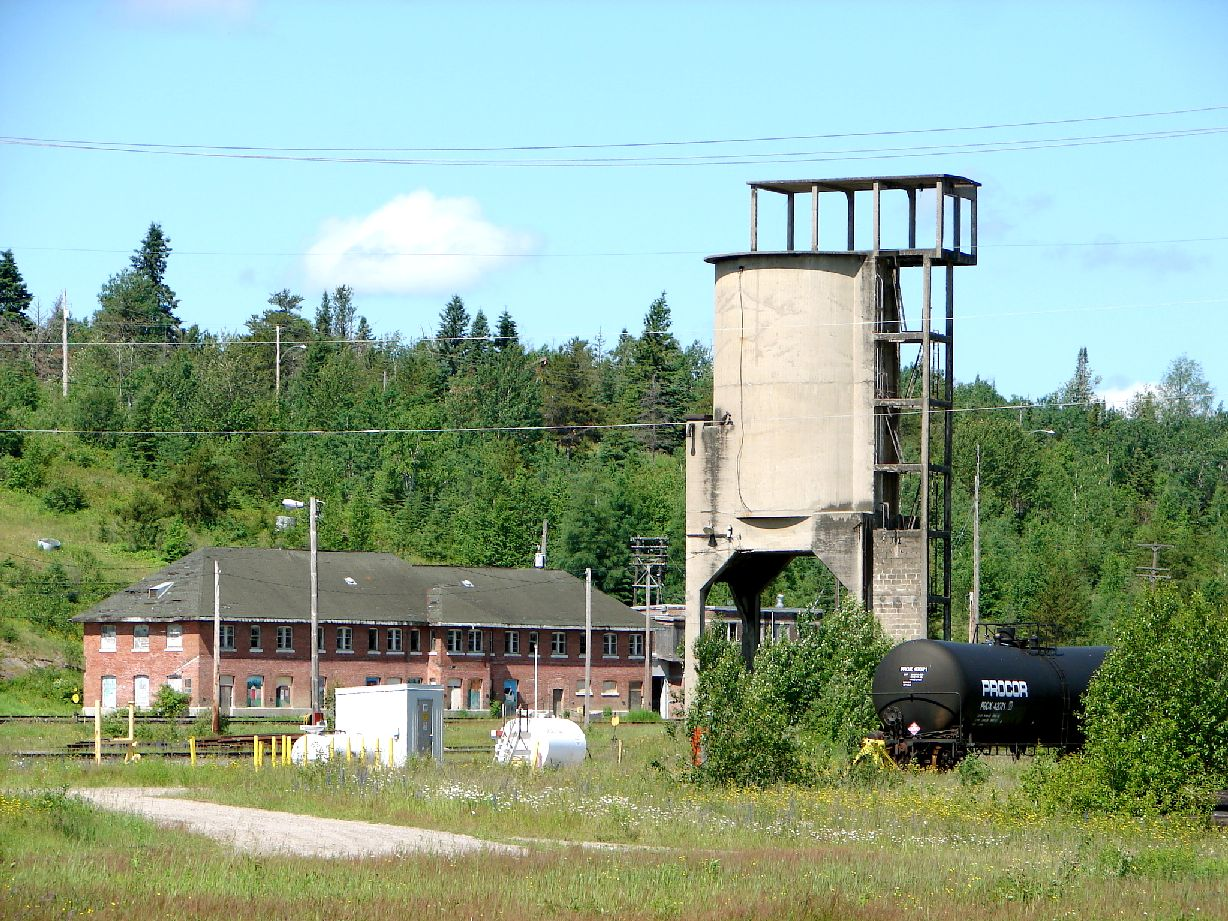
Der aufgegebene Bahnhof der CN

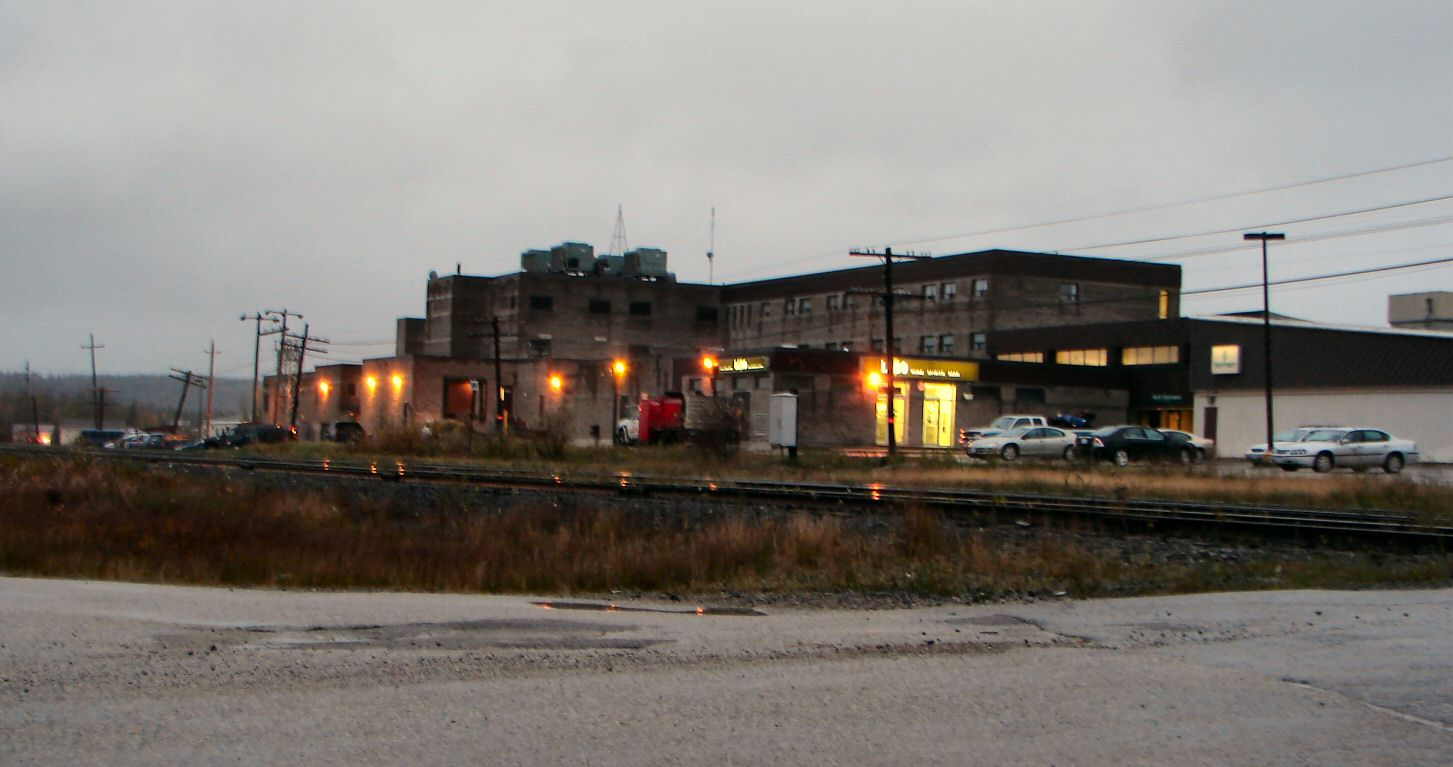
Das Hallmark Centre eröffnete 1982, heute heißt es Northstar Centre. Neben Wohnungen und Freizeitangeboten befindet sich dort die örtliche High School.

Hauptarbeitgeber in der Region ist neben Canadian National Railway (300 Arbeitsplätze, Stand 2002) die Holzwirtschaft. Hier ist das größte Unternehmen die Olav Haavaldsrud Timber Co. Ltd. mit etwa 150 Beschäftigten. Daneben ist Kenogami Lumber mit 35 Beschäftigten nennenswert, bei allen anderen handelt es sich um Kleinstunternehmen. Die bedeutendsten öffentlichen Arbeitgeber sind neben dem Krankenhaus, die Schule und die Verwaltung mit zusammen rund 120 Beschäftigten. Mit 85 Arbeitsplätzen liegt der Bereich Unterkünfte und Lebensmittel auf dem dritten Platz.

## Verkehr

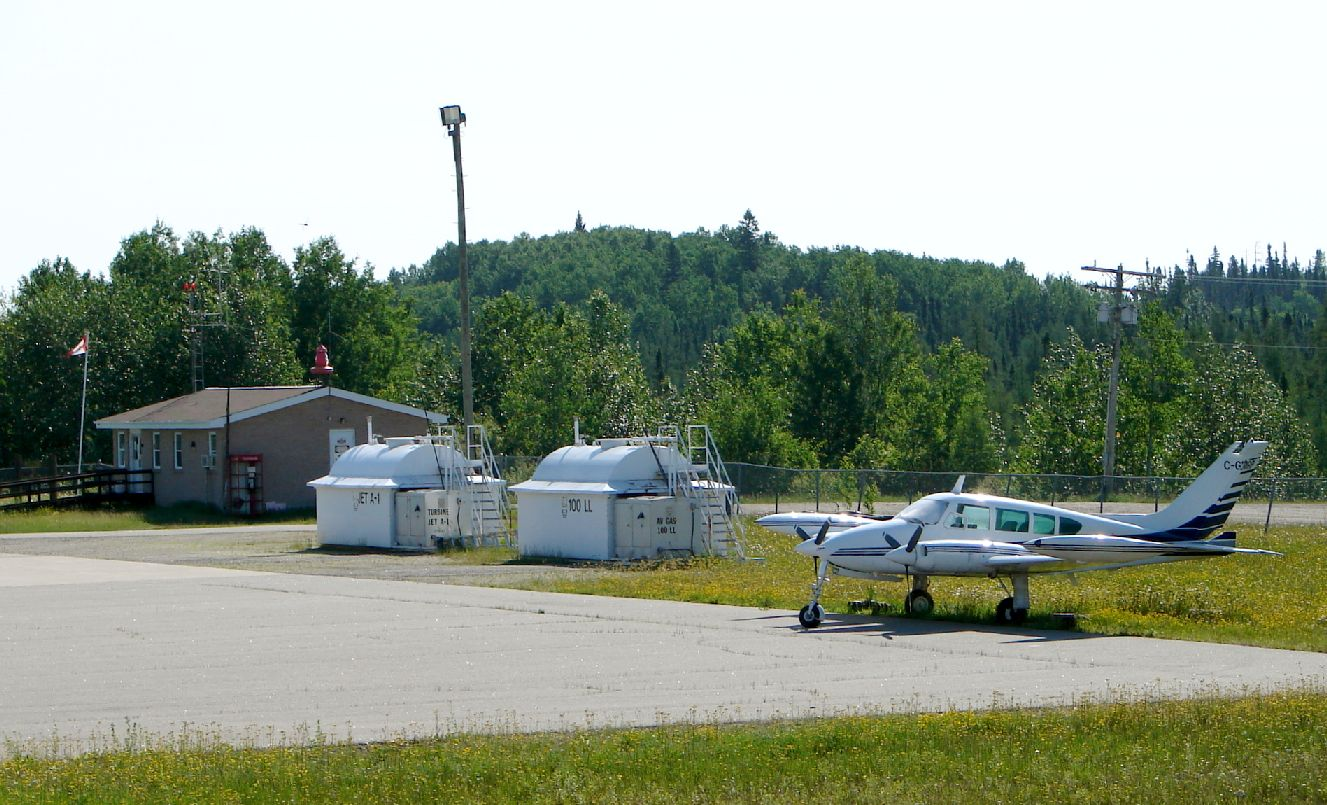
Der Flugplatz

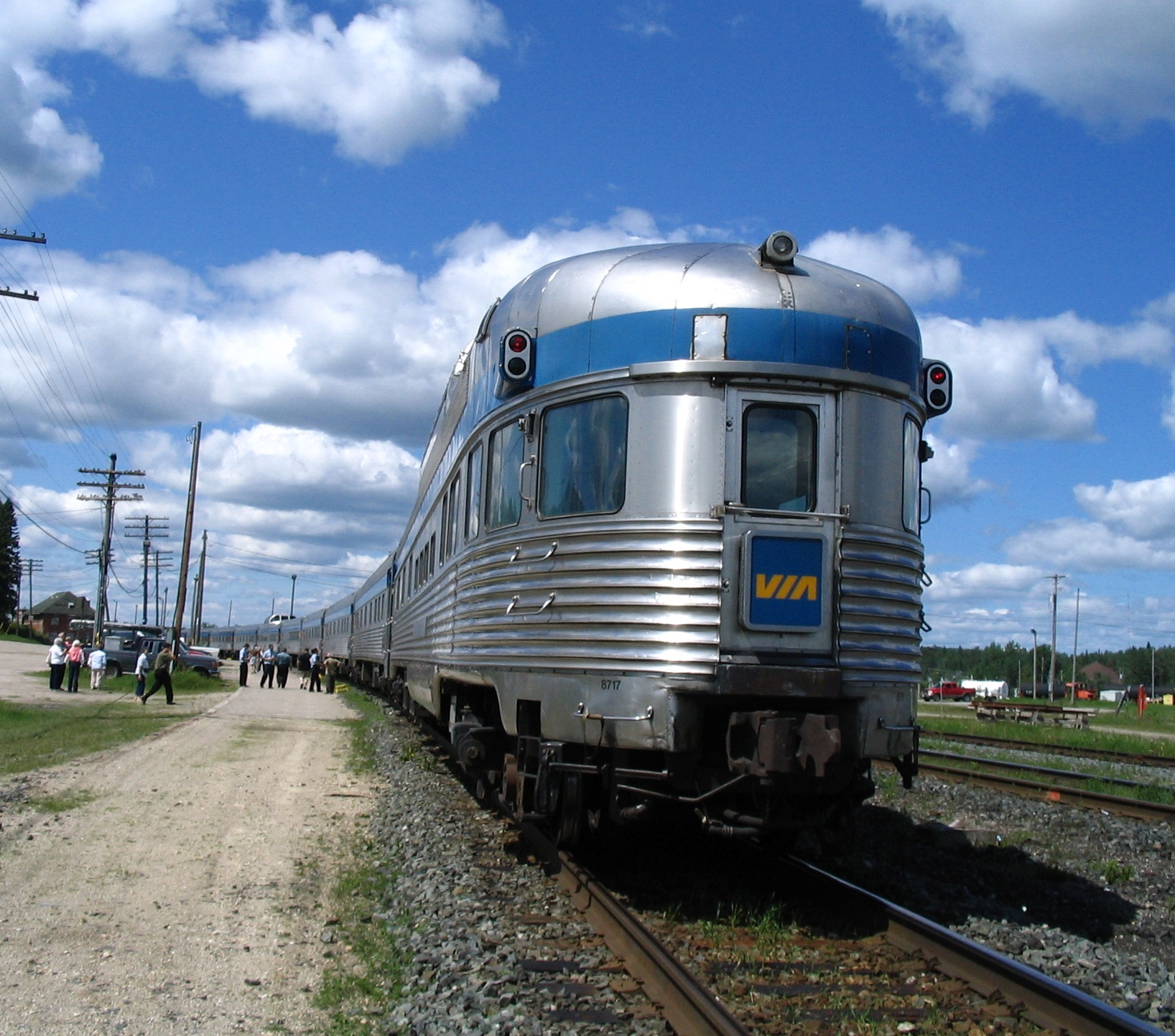
Zug der Via Rail im Bahnhof

Seit der Gründung ist der Ort ein Haltepunkt der Strecke, die nach dem Ersten Weltkrieg von der Canadian National Railway übernommen wurde, und auch Via Rail fährt den Bahnhof an. 
Die Flugverbindungen werden über den Hornepayne Municipal Airport abgewickelt (3.500 Fuß lang, 75 breit), die Highways 17 und 631 verbinden den Ort mit den Nachbarorten.

## Bildung
Die 1980 gegründete Hornepayne High School für Grade 9–12 hatte 2005 82 Schüler, für 2007 wurden nur noch 69 erwartet. 1998 waren es noch 97 Schüler. Das Gebäude bietet eine Fläche von 1.209 m².

## Sohn des Ortes
- Mike McEwen (* 1956), Eishockeyspieler und -trainer